# Leesten (buurtschap)
Leesten is een voormalige buurtschap in de gemeente Zutphen, in de Nederlandse provincie Gelderland. Het lag ten noorden van Vierakker en ten zuidoosten van Zutphen. De buurtschap lag op de plek van de huidige Zutphense wijk Leesten. Van de oorspronkelijke bebouwing zijn nog enkele huizen bewaard gebleven aan de Leestenseweg. 
Oorspronkelijk lag Leesten in het zuidelijke buitengebied van de voormalige gemeente Warnsveld. In de jaren 90 van de twintigste eeuw werd er begonnen met de bouw van de wijk Leesten als uitbreiding van de stad Zutphen. De N314 vormt de scheiding tussen de wijk en het overgebleven buitengebied. Ten zuiden van de voormalige buurtschap stroomt de Leestensche Laak. Nog een stukje verder naar het zuiden ligt het dorp Vierakker, dat net als Leesten ook tot de vroegere gemeente Warnsveld behoorde.

## Geschiedenis
De buurtschap Leesten werd in de 12e eeuw vermeld als de Lestnon en op het eind van de 13e eeuw vermeld als de Lesten in een vervalst document van 1134. In 1465 werd het vermeld als van Leesten in een kopie van een document uit 1284 en in 1665 werd het vermeld als Leesten. Wat de plaatsnaam precies betekent is onbekend. Op grond van de jongere vormen van de plaats wordt wel vermoed dat het verwijst naar de benaming 'leest', wat vorm of mal duidt, afgeleid van het geconstrueerde Germaanse woord laista wat vore of spoor duidt.
Warnsveld zou zijn ontstaan als een satellietnederzetting van Leesten maar daar waar Leesten relatief klein bleef groeide Warnsveld wel uit tot een echt dorp. Zo draaide de twee plaatsen om in belangrijkheid. Leesten was tot de 19e eeuw een marke. Het Leestenensebroek of Het Leestense Broek was lang een nat heidegebied. Na de opheffing werd het gebied ontgonnen en raakte ook zo bewoond. Het gebied wordt doorkruist door de dijken Dennendijk en Hekkelerdijk. Door de ruilverkaveling in de jaren 1970 is het gebied wederom veranderd en is de oude structuur minder zichtbaar geworden.
Tot 1989 lag Leesten in de gemeente Warnsveld. Daarna werd de buurtschap opgeslokt door de stad Zutphen. De naam leeft nog voort in de wijk Leesten en de buurt Verspreide huizen Leesten.  Bij archeologisch onderzoek dat daarna volgde bleken er veel oude woonsporen terug te vinden zijn, met name in de latere wijk De Enk. Er werden vooral nederzettingssporen uit de brons- en- ijzertijd en nog oudere woonsporen gevonden. Het onderzochte gebied werd tot 3000 jaar voor de christelijke jaartelling al bewoond door boeren.
In de Ooyerhoek werden sporen van woonrestanten van jagerskampen van 9000 tot 8000 voor de christelijke jaartelling gevonden. Daarnaast was de Ooyerhoek ooit een zelfstandige buurtschap. Net als Leesten gaat men er vanuit dat deze rond het begin van de christelijke jaartelling is ontstaan.
Het adellijke huis 't Meyerink aan de Leestenseweg werd in de 14e eeuw gebouwd door het geslacht Van Leesten. In de 17e werd het huis verbouwd. Sinds 1966 is het een rijksmonument.

## Molen
Aan de Leestenseweg stond sinds 1836 een achtkante bovenkruier die De Lelie werd genoemd en werd ingezet als korenmolen. De Lelie kende een stenen onderbouw en de bovenbouw was rietgedekt. Het was de eerste molen van de toenmalige gemeente Warnsveld.
Op 3 april 1945 werd de molen tijdens de Tweede Wereldoorlog verwoest tijdens gevechten tussen Canadese bevrijders en Duitse bezetters. 
Stad: Zutphen      Dorpen: De Hoven · Warnsveld      Buurtschappen: Bronsbergen · Warken

Gelderland: Steden en dorpen in Gelderland      Nederland: Provincies · Gemeenten